# Englands flagga
Englands flagga har ett rött kors på vit bakgrund och är nationsflagga för England. Det röda korset är det så kallade Sankt Georgskorset som blev en symbol för korstågen under 1200-talet och verkade som statsflagga för Kungariket England fram till 1707 då den blev en komponent i Storbritanniens unionsflagga.
Sankt Georgkorset blir allt mer populär som nationsflagga bland nationalistiska engelsmän.
Det röda Georgskorset finns bland annat också på nationsflaggan för Georgien och Guernsey, samt Milanos, Genuas och Freiburg im Breisgaus stadsflaggor.